# El Heraldo de Juárez
El Heraldo de Juárez es un diario mexicano, publicado en Ciudad Juárez propiedad de la Organización Editorial Mexicana fundado en 2019. Junto con El Diario de Juárez y Juárez Hoy es uno de los tres diarios impresos en la ciudad.
El Heraldo de Juárez publicó su primera edición el 2 de diciembre de 2019 siendo el tercer diario fundado en Ciudad Juárez por la Organización Editorial Mexicana después del cierre El Fronterizo en 1995 y del vespertino El Mexicano en 2019. Actualmente su edición es coordinada por El Heraldo de Chihuahua.